# Leonci
Leonci (leonsko Llioneses, špansko Leoneses) se lahko imenujejo prebivalci srednjeveške kraljevine Leon. Danes so Leonci v ožjem pomenu prebivalci province León v Severozahodni Španiji. V širšem pomenu imajo za Leonce prebivalstvo provinc León, Salamanca in Zamora, kjer hočejo ustanoviti leonisti posebno avtonomno skupnost León (danes te province pripadajo avtonomni skupnosti Kastilija in Leon).
Leonci so katoliške vere.

## Zgodovina
Stara kraljevina León je nastala leta 910 iz kraljevine Asturija. Ta država je nekoč obvladovala velika ozemlja v Kastiliji, Asturiji, Galiciji, Portugalskem, Aragoniji in Estremaduri. Leta 1230 se je združila s kraljevino Kastilija.
Španski zakoni iz 1833 so priznali le León, Zamoro in Salamanco za leonske dežele.

## Jezik
Leonski jezik je del t. i. asturleonščine. Staro leonščino so govorili nekoč v vsem Leónu, Zamori, Salamanci, Asturiji in Estremaduri ter v nekaterih pokrajinah današnje Galicije, Kastilije in Portugalske. Različiča leonščine, ki jo govorijo na Portugalskem, se imenuje mirandeščina.
Leonski (ali leoneški) jezik se komaj razlikuje od asturijščine, ga razlikujejo zaradi različne identitete in zemljepisnega položaja.
Leonščina se je v veliki meri izrinila v zadnjih stoletjih. Danes jo govori približno 20 in 50 tisoč ljudi v Leónu in Zamori.